# Gissey-sous-Flavigny
Gissey-sous-Flavigny település Franciaországban, Côte-d’Or megyében. Lakosainak száma 93 fő (2022. január 1.). Gissey-sous-Flavigny Darcey, Thenissey, Flavigny-sur-Ozerain, Frôlois és Hauteroche községekkel határos.

## Népesség
A település népességének változása:
| Lakosok száma | 136  | 102  | 93   | 102  | 93   | 89   | 88   | 88   | 88   | 93   |
|               | 1968 | 1982 | 1990 | 2006 | 2013 | 2015 | 2017 | 2019 | 2020 | 2022 |